# Стилі та теми Джейн Остін

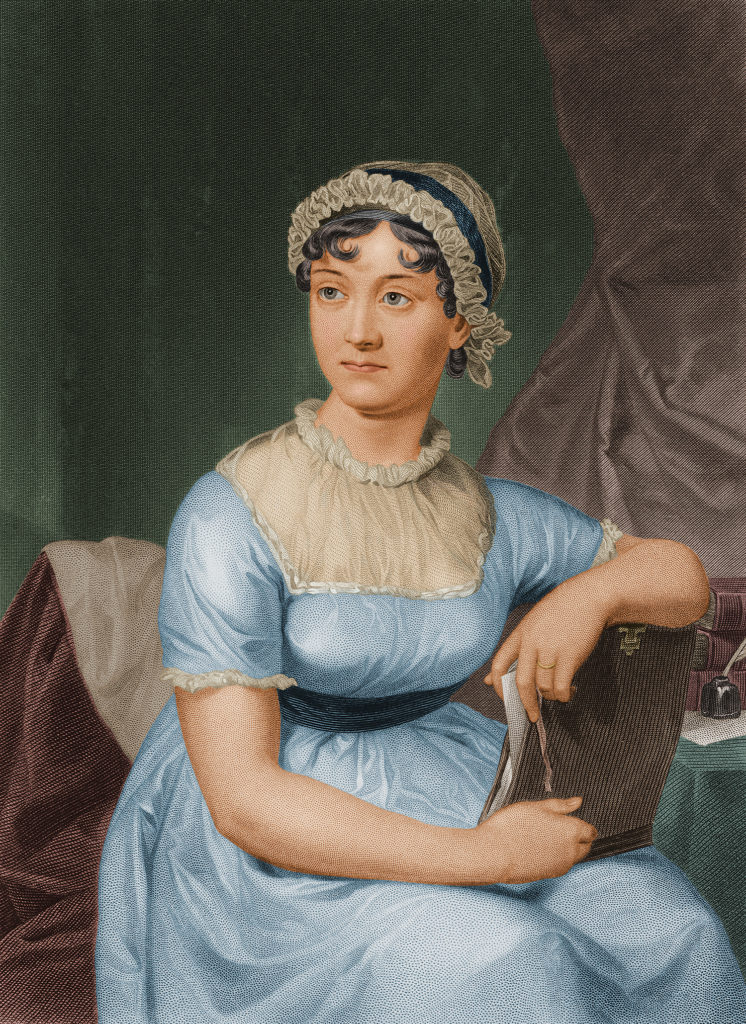
Акварельний портрет Джейн Остін, який племінник письменниці замовив через півстоліття після її смерті

Своєрідний літературний стиль англійської письменниці Джейн Остін (1775—1817) ґрунтується на поєднанні пародії, бурлеску, іронії, вільної непрямої мови та у деякій мірі реалізму. Вона використовує пародію і бурлеск для досягнення комічного ефекту та для критики зображення жінок у сентиментальних і готичних романах XVIII століття.

## Стилі

### Пародії та бурлески

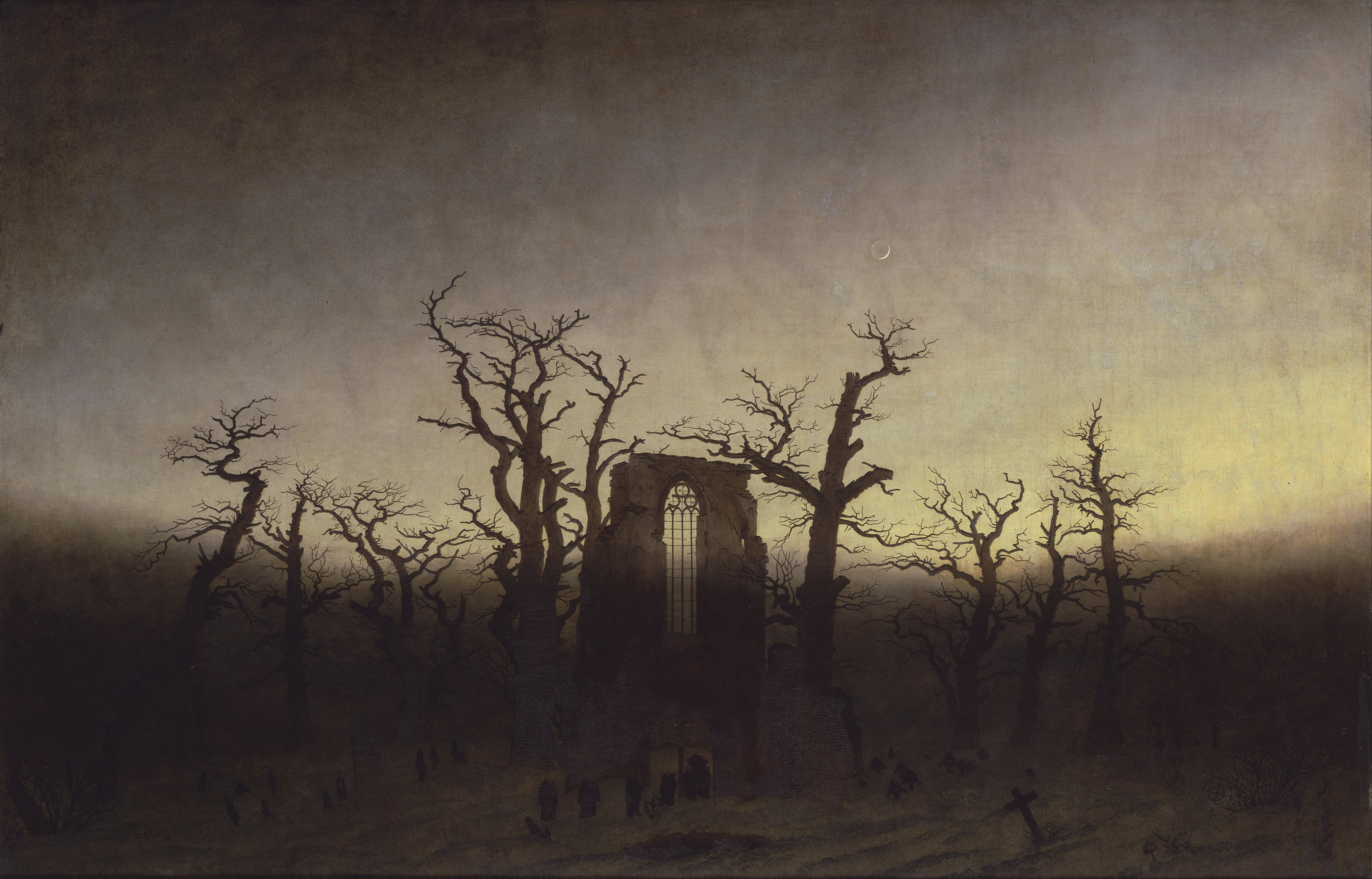
У «Нортенґерському абатстві» Остін пародіює готичний літературний стиль, популярний у 1790-х роках.

Юнацькі твори Остін являють собою пародії та бурлески на популярні жанри XVIII століття, такі як сентиментальний роман. У них вона з гумором демонструє, що звичні для сентиментальних романів заперечення соціальних умовностей, як-от презирство до батьківських настанов, є до смішного непрактичними; її герої «мертві для будь-якого здорового глузду». Інтерес Остін до цих комедійних стилів, на який частково вплинули праці романіста Френсіс Берні та драматургів Річарда Брінслі Шерідана і Девіда Гарріка, протягом усієї її професійної кар'єри проявлявся не дуже явно.
Бурлеск Остін характеризується глузливою імітацією та перебільшеними, зміщеними акцентами. Наприклад, у «Нортенґерському абатстві» вона висміює сюжетні неправдоподібності та жорсткі умовності готичного роману. Однак вона не відкидає готику категорично. Як стверджує дослідниця Клаудія Л. Джонсон, Остін з безтурботними веселощами висміює «стандартні готичні механізми — бурі, шафи, штори, рукописи», але загрозу тиранічного батька вона сприймає всерйоз. Остін використовує пародію і бурлеск не тільки для створення комедійного ефекту, а й, на думку критиків-феміністок, щоб показати, як сентиментальні та готичні романи спотворювали життя жінок, намагаючись прожити зображені в них ролі. Як пояснювали Сьюзен Губар і Сандра Гілберт у своїй фундаментальній праці «Божевільна на горищі» (1979), Остін висміює «такі романні кліше, як кохання з першого погляду, верховенство пристрасті над усіма іншими емоціями та/або обов'язками, лицарські подвиги героя, вразливу чутливість героїні, проголошену закоханими байдужість до фінансових міркувань і жорстоку грубість батьків».

### Іронія
— Джейн Остін, «Менсфілд-парк» (1814)
Іронія є одним із найхарактерніших і найбільш обговорюваних літературних прийомів Остін. Вона протиставляє простий сенс висловлювання комічному, підриваючи сенс оригіналу і створюючи іронічні диз'юнкції. У своїх юнацьких роботах вона спирається на сатиру, пародію та іронію, засновану на невідповідності. У її зрілих романах іронія висуває на перший план соціальне лицемірство. 
Зокрема, Остін використовує іронію для критики шлюбного ринку. Ймовірно, найвідомішим прикладом іронії в Остін є перший рядок «Гордості і упередження»: «Загальновизнаною істиною є те, що самотній чоловік, який має гарні статки, неодмінно потребує дружини». На перший погляд, речення прямолінійне і правдоподібне, але сюжет роману йому суперечить: саме жінки без статків потребують чоловіків і шукають їх. До кінця роману істинність цього твердження визнає лише один персонаж, місіс Беннет, мати, яка шукає чоловіків для своїх дочок.
Іронія Остін виходить за рамки рівня речення. Як пояснює дослідник Остін Ян Фергюс, «основним структурним прийомом у „Гордості і упередження“ є створення іронії в дії роману, що, подібно до паралелей і контрастів, кидає виклик увазі й судженням читача впродовж усього роману та, зрештою, також зачіпає його почуття». Іронія Остін проливає світло на слабкості окремих персонажів та її суспільства. У своїх пізніших романах, зокрема, вона спрямовує свою іронію «проти помилок закону, моралі та звичаїв, які не визнають жінок відповідальними істотами, якими вони є або мають бути».

### Невласне-пряма мова
Остін найбільш відома завдяки розробці невласне-прямої мови — техніки, яку вперше застосували письменники XVIII століття Генрі Філдінг і Френсіс Берні. У вільній невласне-прямій мові думки і мова персонажів змішуються з голосом оповідача. Остін використовує її для того, щоб подати короткий зміст розмови або для того, щоб драматично чи іронічно стиснути мову та думки персонажа. У романі «Чуття і чуттєвість» Остін вперше широко експериментує з цією технікою, зокрема:
Місіс Джон Дешвуд зовсім не схвалювала наміри свого чоловіка допомогти сестрам. Взяти три тисячі фунтів зі статків їхнього дорогого хлопчика означало б збіднити його найжахливішою мірою. Вона благала його ще раз подумати над цим питанням. Як він відповів би собі, що позбавить свою дитину, та ще й єдину, такої великої суми?
Як пояснює дослідник творчості Остін Норман Пейдж, «перше речення — це пряма оповідь, „голосом“ [оповідача]; третє речення — звичайна непряма мова; але друге і четверте — це те, що зазвичай описують як невласне-пряму мову». У цих двох реченнях Остін представляє внутрішні думки персонажа і створює ілюзію, що читач потрапляє в його свідомість. Вона часто використовує непряму мову для другорядних персонажів. Однак Пейдж пише, що «для Джейн Остін... найбільша перевага невласне-прямої мови... [полягає] в тому, що вона дає змогу досягти деякої жвавості мовлення, не створюючи ні на мить видимості повного замовчування авторського голосу».

## Теми

### Виховання та читання
— Джейн Остін, «Нортенґерське абатство» (1817)
В основі сюжетів Остін лежить виховання; її героїні проходять «процес, під час якого вони ясно бачать себе і свою поведінку» і тим самим «стають кращими людьми». Наприклад, у романі «Гордість і упередження» Елізабет проходить через процес помилки, визнання помилки, каяття і рішучості стати кращою. Вона розуміє, що помилялася і щодо Вікхема, і щодо Дарсі. Під час аналізу своїх душевних процесів її осіняє, що вона ніколи не була об'єктивною щодо Дарсі. Вона розуміє, що, крім почуття антипатії, яке наполегливо зберігається, у неї немає об'єктивних причин для неприязні або відторгнення:
«Їй стало дуже соромно за себе: ні про Дарсі, ні про Вікхема вона не могла думати, не відчуваючи, що була сліпа, небезстороння, упереджена, абсурдна. «Як підло я вчинила!» — вигукнула вона, — «Я, яка пишалася своєю проникливістю!... Задоволена прихільністю одного і ображена зневагою іншого на самому початку нашого знайомства, я потурала забобонам і невігластву і гнала геть розум, коли справа стосувалася будь-кого з них. До цього моменту я ніколи не знала себе»
Оповідання Остін рухаються до цих моментів самореалізації, які є найдраматичнішими та найзапам'ятовуються в її романах. Остін також намагається навчати читачів, особливо їхні емоції. Наприклад, у «Чутті і чуттєвості» та пізніших романах вона зосереджується на тому, щоб викликати засудження та співчуття.
У всіх романах Остін читання асоціюється з інтелектуальним і моральним розвитком. Однак не всі практики читання призводять до «покращення». Ті персонажі, які читають поверхнево, щоб накопичити знання з метою продемонструвати своє розуміння культури (наприклад, Мері Беннет у «Гордості і упередженні»), або щоб похизуватися своїм соціальним статусом, не отримують вигоди від такого морального зростання. Ідеальний читач представлений в образі Елізабет, яка переглядає свою думку про Дарсі, перечитуючи його лист і залишаючись відкритою для його переосмислення.

### Мораль
Мораль, що характеризується манерами, обов'язком перед суспільством і релігійною серйозністю, є центральною темою творів Остін. Спираючись на традицію Джонсона, Остін послідовно використовує такі слова, як «обов'язок» і «манери», у своїй художній літературі як означення своєї етичної системи. Манери для Остін — це не лише етикет, але й моральний кодекс. Згідно з однією важливою інтерпретацією, Остін можна вважати «консервативною християнською моралісткою», чий погляд на суспільство був «зрештою заснований на релігійному принципі». Однак твори Остін унікальні серед її сучасників тим, що містять мало посилань на Біблію, якщо взагалі містять їх. Натомість вона часто посилається на твори поетів-моралістів, таких як Вільям Коупер. Проте інші критики зазначають, що «Менсфілд-парк» можна розглядати як виклик консервативним романам 1790-х років, оскільки персонаж, який найбільше дотримується цінностей побожності, синівської покірності та скромності, Фанні, найбільше страждає від невдач консервативної ідеології.
Остін боялася, що економічні міркування візьмуть гору над моральними в людській поведінці; її найаморальніші персонажі — Вікхем, Мері Кроуфорд, містер Еліот — є найбільш економічно вмотивованими. Моральне вдосконалення в її творах стосується не лише персонажів, але й читачів. Її романи покликані «навчати і вдосконалювати емоції, а також сприйняття і моральне почуття»

### Релігія
Критики і коментатори давно зійшлися на думці, що Остін була «сумлінною і віруючою церковницею». Згадки в її листах до Олівера Макдонаха свідчать про те, що Остін була ортодоксальною англійкою, що англіканську церкву вона сприймала (у патріотичних термінах) як національну за своїм характером, і що вона була задоволена «зростаючою релігійністю та розвитком суспільної моралі» в Англії впродовж її життя. 1939 року канонік Гарольд Енсон стверджував, що «романи Остін є релігійними не тому, що містять релігійну полеміку чи „сильний церковний мотив“… а тому, що вони показують „глибинні принципи, за якими люди живуть своїм життям і за якими вони судять про характери інших людей“». За словами Гері Келлі, «це стало домінуючим поглядом тих критиків, які вважають Остін релігійною письменницею».

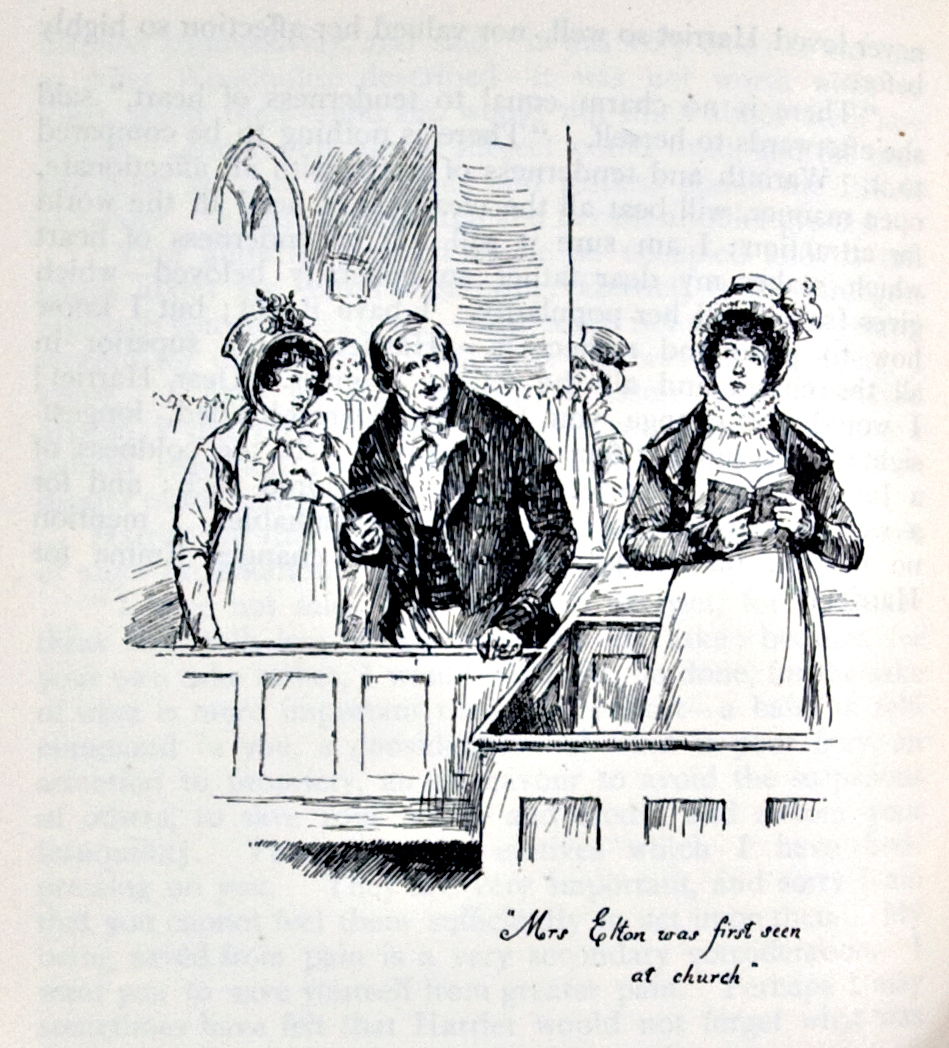
Церква була як суспільною, так і релігійною подією. Зокрема, у «Еммі» мешканці міста уперше побачили дружину містера Елтона у церкві. (Кріс Гаммонд, 1898)

На стиль Остін сильно вплинула мова Біблії короля Якова і, особливо, «Книга спільних молитов», яку Остін чула щотижня на англіканських богослужіннях усе своє життя. За словами Ізабель Гранді, «майже доісторичні автори Старого Заповіту передали їй свою швидкість і лаконічність оповіді, а автори Нового Заповіту — свою чудову здатність проникати у свідомість обивателів і створювати ілюзію правдоподібності за допомогою однієї-єдиної деталі… її пристрасть до коротких оповідних речень — це те, що вона поділяє з Євангеліями». Однак, незважаючи на те, що стиль Остін зазнав значного впливу цих творів, вона, скоріше за все, вирішила не посилатися у своїх творах безпосередньо на Біблію чи інші священні твори. Дуді зазначає, що «вона є унікальною серед письменників свого часу у своїй відмові допускати посилання на Біблію або на біблійних персонажів, сцени чи історії».
Критики неоднозначно оцінюють ставлення Остін до зростаючого євангелічного руху в англіканській церкві її часу. У перші два десятиліття XIX століття євангелісти стали потужною впливовою групою серед вищого середнього класу, що підтримувала реформи і виступала проти аморальності. На думку Батлера, незалежно від того, симпатизувала Остін євангельській релігії чи ні, її твори відображають зростаючу серйозність настроїв суспільства і прагнення до реформ. Інші критики зайняли більш рішучу позицію щодо особистих поглядів Остін. Наприклад, Макдонах і Волдрон стверджують, що вона особисто не любила цей рух. Волдрон стверджує, що Остін не схвалила б ідеалізацію поведінки в рамках цього руху. Макдонах вважає, що листи Остін та інші приватні записи свідчать про те, що з віком вона стала більш серйозною в релігійному плані. Романи «Менсфілд-парк» і «Переконання» найчастіше наводять як приклади зростаючої релігійності Остін. Наприклад, «Переконання» «трохи відрізняється від більш розслабленої, вседозволеної соціальної атмосфери трьох романів Джейн Остін, написаних до 1800 року», і містить частіші посилання на Провидіння. У «Менсфілд-парку» головна героїня Фанні виступає за духовність і належну мораль. Саме вона найяскравіше характеризує роман Генрі Кроуфорда з Марією з релігійної точки зору, мовою гріха, провини та покарання. Вона зображена як серйозна, сувора християнка, що бореться, яка є не ідеальною, але такою що дуже старається.

### Гендерність

#### Фемінізм

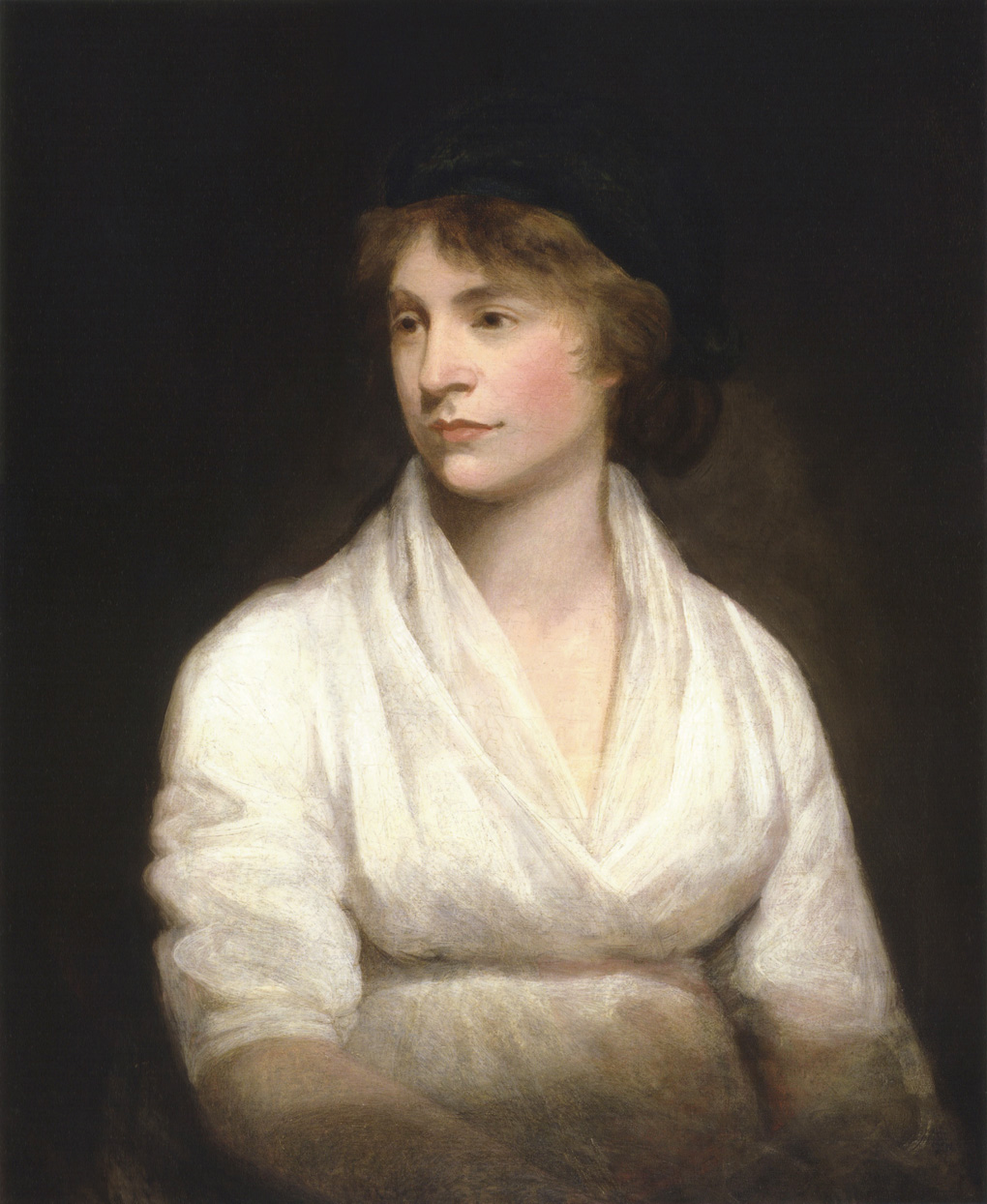
У наукових колах активно обговорюється питання про те, чи дотримуються твори Остін традицій феміністок епохи Просвітництва, таких як Мері Волстонкрафт

З моменту виникнення феміністської літературної критики у 1970-х роках питання про те, якою мірою Остін була письменницею-феміністкою, перебуває в центрі уваги остінівської критики. Науковці виділяють дві основні течії фемінізму 18-го століття: «фемінізм Торі» та «просвітницький фемінізм». Остін була пов'язана з обома течіями. Фемінізм Торі, до якого належать такі письменниці, як Мері Естелл і Дороті Вордсворт, — це традиція думки, яка визнавала, що «до жінок ставилися як до нижчого класу в чоловічому світі». Письменники цієї традиції закликали жінок протистояти цій дискримінації через моральне і духовне самовдосконалення та доброчинне служіння родині і громаді. Батлер стверджує, що Остін належить до феміністичної традиції Торі через її стилістичну та тематичну близькість до творів Марії Еджворт. Ба більше, «підпорядкована роль героїнь Остін у сім'ї… їхня покірність, медитативність, самозречення і самоконтроль» — це риси, притаманні героїням консервативних авторок, таких як Джейн Вест і Мері Брантон.
Просвітницький фемінізм, до якого належать такі письменниці, як Кетрін Маколей і Мері Волстонкрафт, — це традиція думки, яка стверджує, що «жінки мають таку ж моральну природу, як і чоловіки, повинні мати такий же моральний статус і нести таку ж відповідальність за свою поведінку». Маргарет Кіркхем стверджує, що Остін є частиною цієї традиції, оскільки, з одного боку, її «героїні не обожнюють і не поклоняються своїм чоловікам, хоча поважають і люблять їх. Їм, особливо в пізніх романах, взагалі не дозволяється виходити заміж, доки герої не нададуть переконливих доказів того, що вони цінують їхні розумові здібності, визнають їхню здатність до раціонального судження, а також їхні добрі серця». Енн Елліот, героїня роману «Переконання», є прикладом такого протагоніста. Кіркхем стверджує, що Остін знала і захоплювалася творами Волстонкрафт, зокрема «На захист прав жінок» (1792). Більше того, вона та інші дослідники стверджують, що романи Остін продовжують традицію радикальних якобінських романів 1790-х років, які часто торкалися феміністичних питань.
На думку феміністичних критиків, у художніх творах Остін жіночі персонажі коментують тексти, написані чоловіками, і беруть на себе відповідальність за творення власних світів. У своїй фундаментальній праці «Божевільна на горищі» (1979) відомі феміністичні критики Сандра Ґілберт і Сьюзен Ґубар стверджують, що в літературному світі домінують чоловіки та їхні історії, і що Остін визнавала і критикувала це. Найвідоміший приклад — «Нортенґерське абатство», де героїня, Кетрін, скаржиться, що історія «не розповідає їй нічого, що не дратувало б і не втомлювало б її. Сварки пап і королів, війни і мори на кожній сторінці; чоловіки, які ні на що не годяться, а жінок майже немає — це дуже втомлює». Юнацька пародія Остін на «Історію Англії» Олівера Голдсміта «написана» «необ'єктивним, упередженим і неосвіченим істориком». Такими заявами Остін натякає на те, що історія — це чоловіча вигадка, яка не має великого значення для жінок. Феміністські критики також звертають увагу на роль жінки-творця в художній літературі Остін. Наприклад, Клаудія Джонсон вважає Емму сильною героїнею, творцем, яка контролює свій дім, свій вибір шлюбу, своє суспільство і свої гроші. Емма творить історії для людських життів і тим самим уособлює собою постать жінки-творця.
Незважаючи на те, що романи Остін мають феміністичні елементи, дослідники все ж відзначають, що жінки часто представлені в романах Остін як обмежені і що в них мало зображено жінок-лідерок. Жінки буквально замкнені в тісному просторі, але ще більше їх обмежують соціальні фактори, такі як «недостатня освіта» та «фінансова залежність». Ґілберт і Ґубар стверджують, що жінки «повинні змиритися з власним ув'язненням, яким би задушливим воно не було», тому що «вони занадто вразливі у світі загалом». Як приклад, Енн Елліот наводить такий уривок з роману «Переконання», що описує відмінності між чоловіками та жінками: «Ми живемо вдома, тихо, замкнуто, і наші почуття опановують нами. Ви змушені напружуватися. У вас завжди є професія, заняття, справа того чи іншого роду, щоб негайно повернути вас у світ, а постійні заняття і зміни незабаром послаблюють враження». Батлер звертає увагу на те, що в романах Остін бракує зображень жінок-наставниць чи авторитетних діячок. Як приклад, він наводить те, що у романах жінки не проходять шлях від невігластва до знання, і багато з них «напрочуд і навіть неприродно недієздатні». Натомість вони виходять заміж за авторитетних людей. Як зазначають Ґілберт і Ґубар, «стати жінкою означає відмовитися від досягнень і пристосуватися до чоловіків та простору, який вони надають». Наприклад, у «Переконанні», коли Мері та Луїза дорослішають, вони втрачають свою незалежність і стають залежними від тих, хто їх оточує.

#### Економічна позиція жінок
Романи Остін досліджують нестабільне економічне становище жінок кінця XVIII та початку XIX століть. Як пояснюють Гілберт і Губар, «Остін досліджує жіноче безсилля, що лежить в основі грошового тиску, який змушує жінок виходити заміж, несправедливість законів про спадщину, невігластво жінок, позбавлених формальної освіти, психологічну вразливість спадкоємиці або вдови, експлуатовану залежність незайманої діви, нудьгу леді, позбавленої покликання». Досліджуючи ці питання, вона продовжила традицію романів Берні, зокрема «Сесілія» (1782) та «Камілла» (1796).
Світський шлюб є темою незавершеного роману Остін «Вотсони», в якому зображено жіночу економіку, в якій шанси на одруження значно вищі у тих молодих жінок, чиї батьки можуть і хочуть заплатити придане. Фізична привабливість і «досягнення» є корисними, але недостатніми за відсутності достатніх коштів для укладення шлюбу. Після смерті містера Вотсона сім'я не має достатньо грошей на придане чи утримання чотирьох доньок. Як пише історик Олівер Макдонах, «шлюб був їхньою єдиною надією на порятунок від теперішніх злиднів і майбутньої руїни або близької руїни. Не маючи приданого, вони прагнули до нього з різним ступенем безжалісності».
Макдонах зазначає, що жоден із шлюбів у художніх творах Остін, які вона схвалювала, не був фінансово необачним. Для Остін шлюб і діти були природним і найкращим прагненням дівчини. Вона виступала за щиру прихильність, матеріальну ощадливість і обачність у виборі шлюбного партнера. Якщо відповідні умови були дотримані, то шлюб повинен був настати. Остін усвідомлювала, що жінки, які не мають незалежних засобів, відчувають дуже великий тиск, щоб вийти заміж за того, хто зможе про них подбати, бо інакше вони стануть тягарем для своєї сім'ї. Шлюбний ринок, який вона описує, є досить детальним і добре зрозумілим для всіх зацікавлених сторін. Наприклад, як пояснюється в «Менсфілд-парку», «міс Марія Ворд, „маючи лише сім тисяч фунтів“, пощастило зачарувати баронета, „її дядько, адвокат, дозволив їй бути принаймні на три тисячі фунтів нижчою за будь-яку справедливу претензію на нього“. Вступити в менш вигідний шлюб, ніж можна було очікувати, вважалося „викинути себе на вітер“, і така, як Мері Кроуфорд, яка пишалася своїм реалізмом, не могла змусити себе зробити це».

#### Сексуальність
Зображення сексуальності в Остін приглушене і непряме. Хоча її зображення Елізабет і Дарсі в «Гордості і упередженні» включають описи їхніх фізичних реакцій один на одного, що було незвичним на той час, кульмінаційні моменти цього та інших її романів подаються з відстані. Більше того, Остін не звертає свою іронію на сексуальний досвід. Вона часто говорить про сексуальний потяг між персонажами в непрямих термінах. Наприклад, вона пише, що Елінор вважає «незрозумілою упередженістю на користь краси», яка призвела до того, що розумний чоловік обрав собі дурну дружину. Ця «незрозуміла упередженість» представляє сексуальну силу, фізичний потяг одного тіла до іншого, «все те, чого не можна казати про стосунки між чоловіками і жінками».

### Політика
Не існує єдиної думки щодо політичних поглядів Остін, і лише у другій половині XX століття її романи взагалі почали розглядати як політичні. Як пояснює Гарі Келлі:
Дехто вважає її політичним «консерватором», оскільки вона, здається, захищає усталений соціальний порядок. Інші вбачають у ній симпатію до «радикальної» політики, яка кидає виклик усталеному порядку, особливо у формі патріархату... Деякі критики вважають романи Остін не консервативними і не підривними, а складними, такими, що критикують певні аспекти суспільного устрою, але підтримують стабільність і відкриту класову ієрархію.
Мерилін Батлер та Аластер Дакворт обґрунтували, що Остін є консервативною письменницею. Батлер стверджує, що одним з критеріїв консервативного письменника є те, «чи передбачає сюжет, в широкому сенсі, жертву, яка страждає від рук суспільства». Батлер стверджує, що романи Остін мають таку структуру, а отже, є консервативними. Вона поділяє твори Остін на два типи: історії з «героїнею, яка має рацію» і є представницею консервативної ортодоксії, та історії з «героїнею, яка помиляється», яка повинна вчитися на своїх помилках, визнаючи їх і наважуючись виправитися. У романах, в яких «героїня має рацію», присутній той самий процес помилок, самопізнання і рішучості слідувати розуму, але в особі іншого головного персонажа або персонажів. «Героїня, яка має рацію» допомагає змінити цих інших персонажів. Батлер стверджує, що «наголошування Остін на підпорядкованій ролі її героїнь у сім'ї, їхній покірності, медитативності, самовідреченні та самоконтролі були кодами, які розділяли інші консервативні письменниці, особливо жінки-моралісти, такі як Джейн Вест і Мері Брантон. Покірна героїня кидає виклик герою або героїні романів 1790-х років таких реформаторів, як Бейдж, Годвін, Голкрофт, Гейз і Воллстонкрафт, які наполягають на тому, щоб мислити незалежно й висловлювати власну думку».